# 기아 베스타
기아 베스타(Kia Besta)는 기아자동차가 1986년 3월에 봉고 코치의 후속 모델로 출시한 승합차이다. 베이스 모델은 트럭인 봉고 2세대처럼 마쓰다의 봉고 3세대 & 봉고 브로니 1세대 모델이다. 총 480,000량이다.

## 개요
- 베스타라는 이름은 BEST와 ACE의 합성어이다.
- 소형 버스 중 4륜구동 모델이 있어서 주로 여행을 즐기는 소비자에게 인기가 많았다.
- 같은 시기에 생산된 소형 버스로는 유일하게 EGI 가솔린 엔진이 적용되었다.
- 이 차량에 사용한 로나 디젤 엔진에는 치명적인 결함이 있었는데, 바로 수랭설계 결함 때문에 고속으로 달리거나 엔진에 큰 부하가 걸리게 되면 엔진에 있는 헤드가 깨지거나 녹게 된다는 것이다. 이로 인해 화재가 많이 발생하여 소비자의 민원이 빗발친 것이 단종 시기를 앞당겼다. 이 결함은 레토나 및 1세대 스포티지, 기아 콩코드 디젤, 아시아 록스타 디젤에도 있었다.

## 연혁
- 1986년 3월: 출시. 3중 범퍼를 적용하여 봉고 코치의 안전성을 높혔고 2.0 로나 디젤 엔진(RF) 적용되었다가 그해 7월 2.2 로나 디젤 엔진(R2) 적용된 슈퍼디럭스 시판.
- 1988년 : 앞에 로고가 KIa mOTORS에서 kia로 변경.
- 1989년 3월: EST 사양 추가. EST 사양은 바디 판넬에 가로로 분홍색/군청색으로 2색 선 데칼 적용.
- 1989년 6월: 국산 소형 버스 최초의 4륜구동 추가. 그리고 EST 사양에는 신규 스틸 휠 적용.
- 1990년 2월: 뉴 베스타 출시. 페이스 리프트를 거쳐 헤드라이트와 리어 램프의 디자인이 변경과 동시에 알루미늄 휠도 추가되었으나, 엔진은 기존 베스타의 것이 그대로 적용되었으며, 스틸 휠도 기존 EST 사양의 것을 그대로 적용.
- 1992년 3월: 앞면 경사각을 마쯔다 봉고 브로니와 같은 36˚에서 마쯔다 봉고 3세대와 같은 43˚로 늘려 시야 확보.[1]
- 1992년 9월: 하이 베스타 출시. 페이스 리프트를 한 번 더 거쳐 디자인이 소폭 변경된 것은 물론, 엔진도 로나엔진에서 2.7 VN 디젤 엔진(또는 J엔진)으로 변경.
- 1995년 2월: 하이 베스타의 디자인 일부가 변경.
- 1995년 11월: 후속 모델 프레지오 출시. 하지만 재고가 남아 캠핑카용으로 병행 생산.
- 1997년 12월: 단종.

## 사진

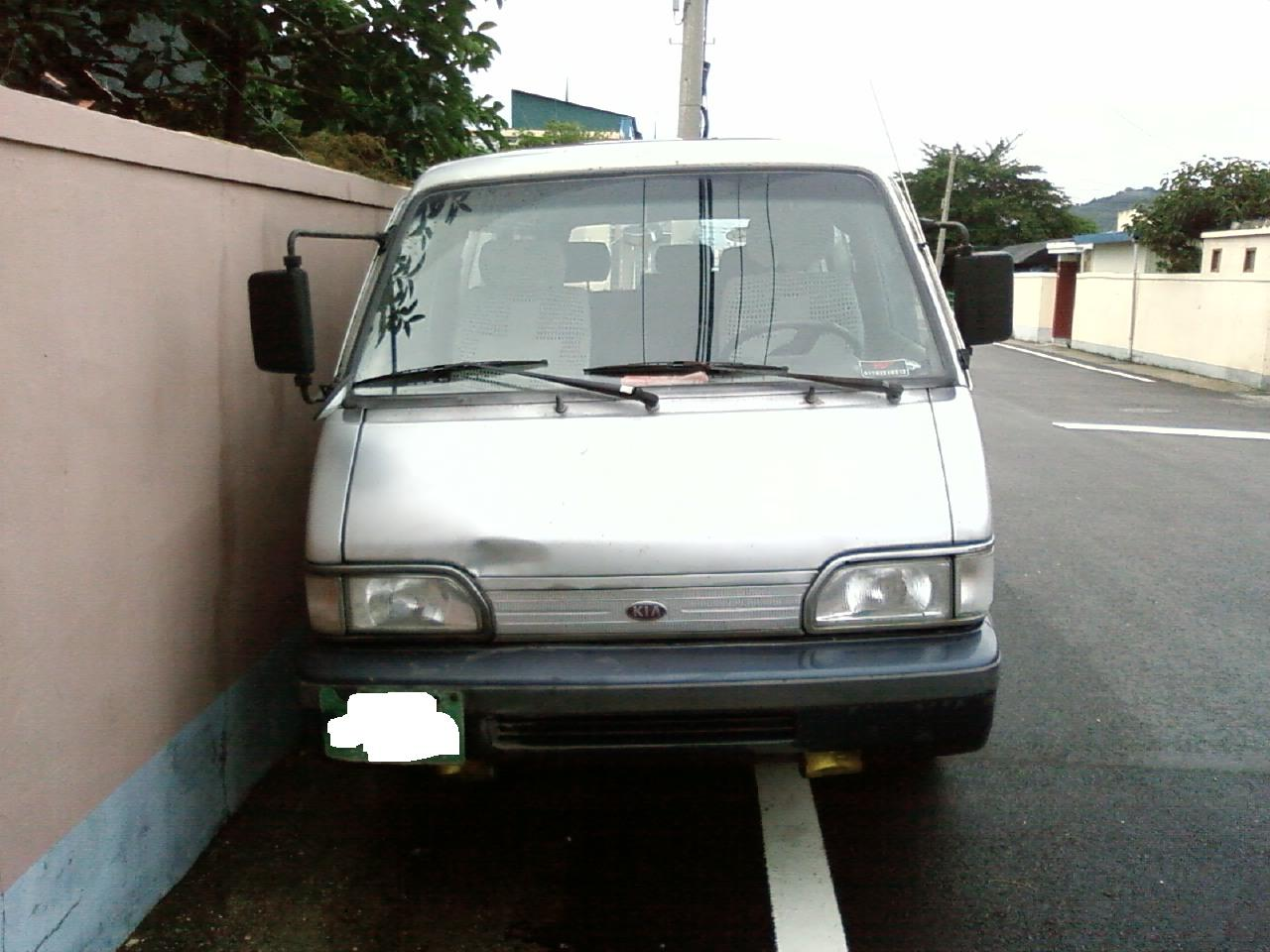
기아 하이 베스타(전기형) 정면
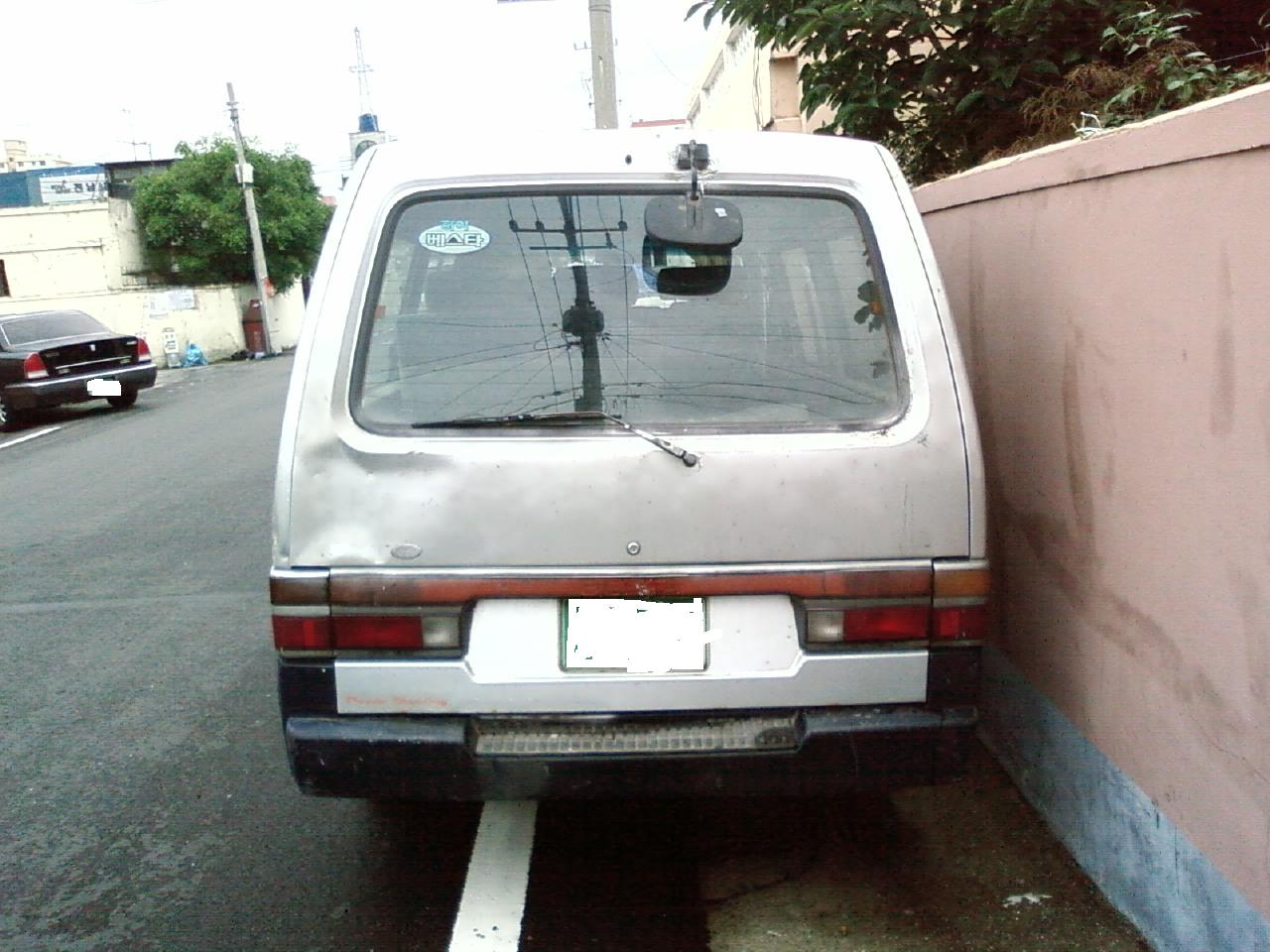
기아 하이 베스타(전기형) 후면
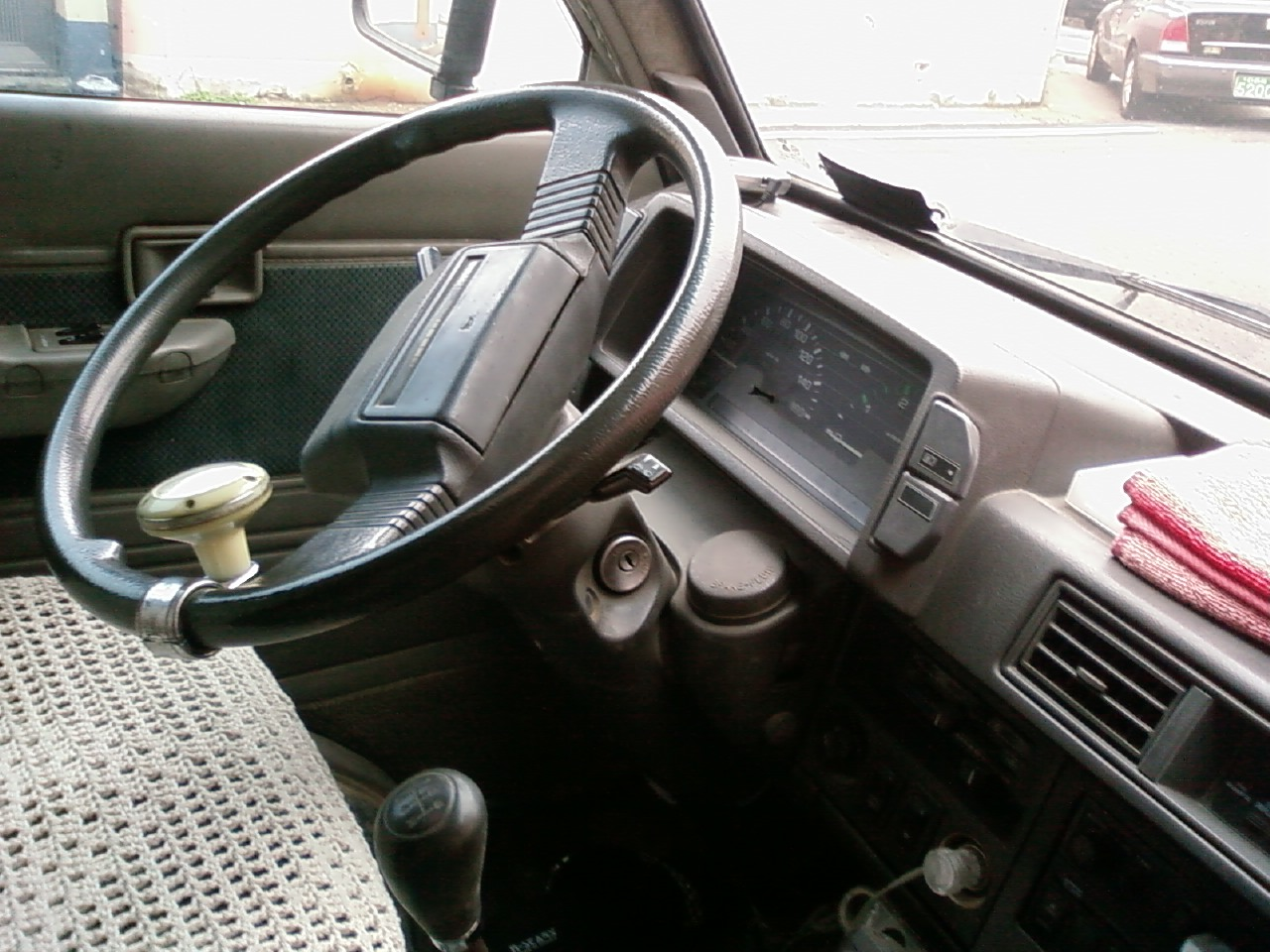
기아 하이 베스타(전기형) 실내
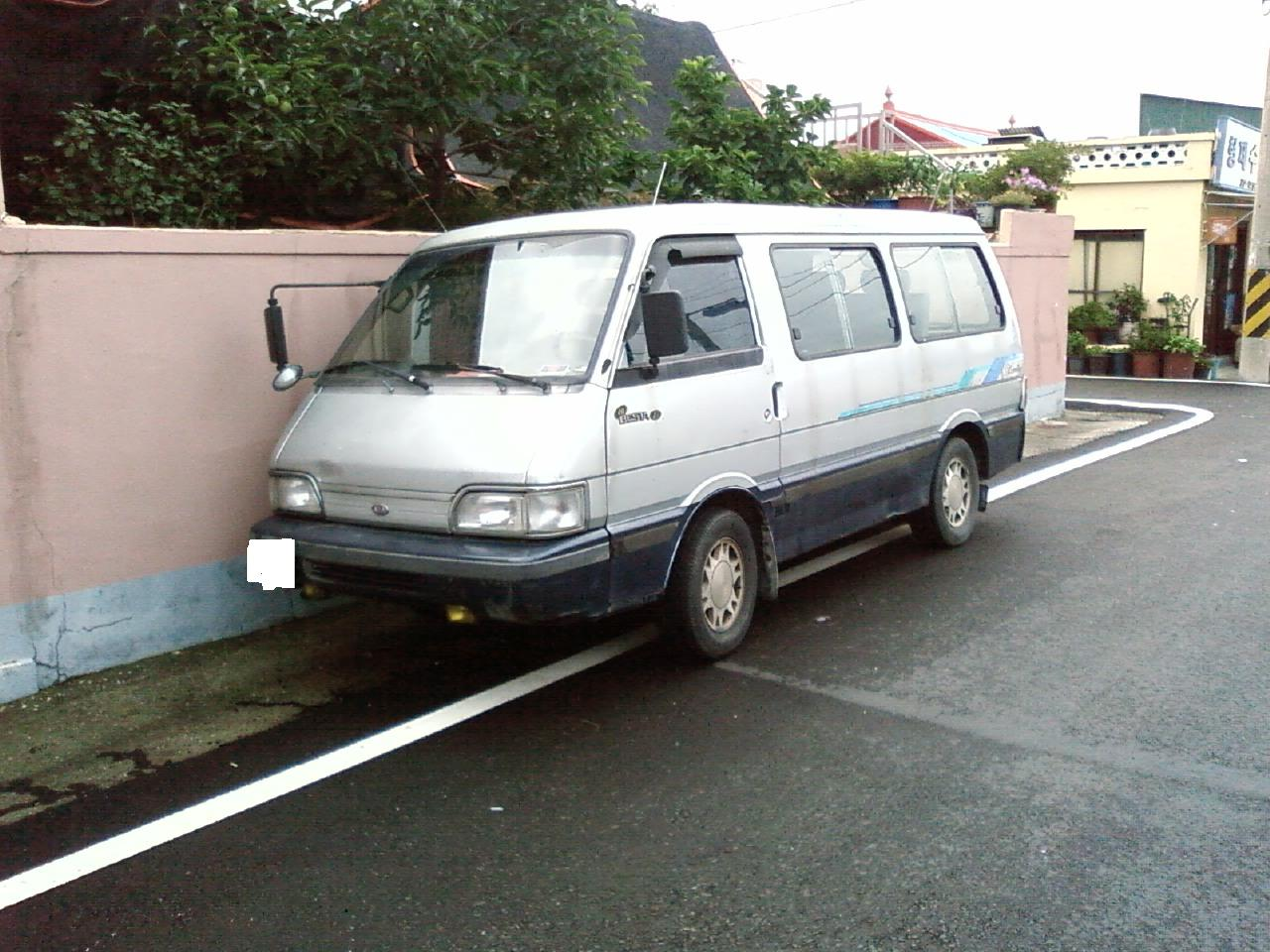
기아 하이 베스타 전기형
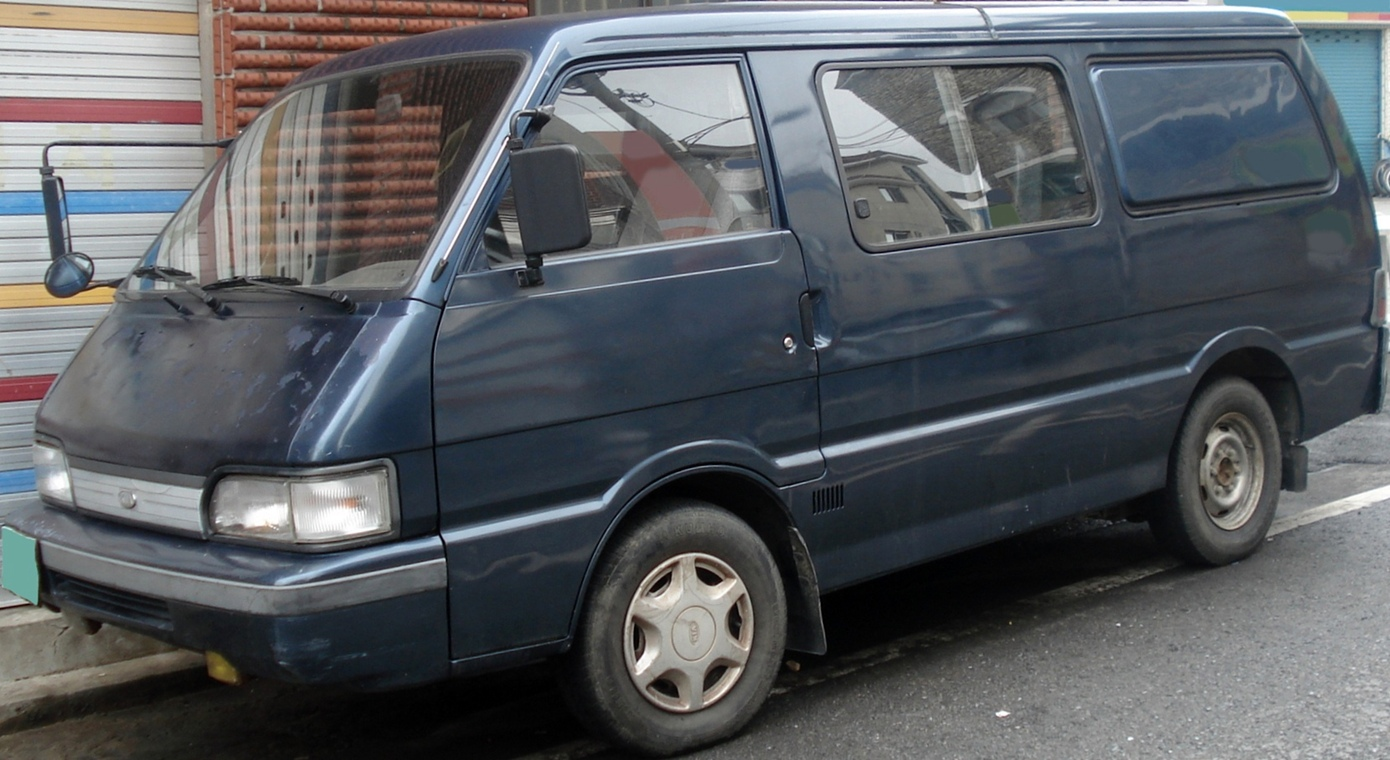
기아 하이 베스타 밴 전기형 정측면
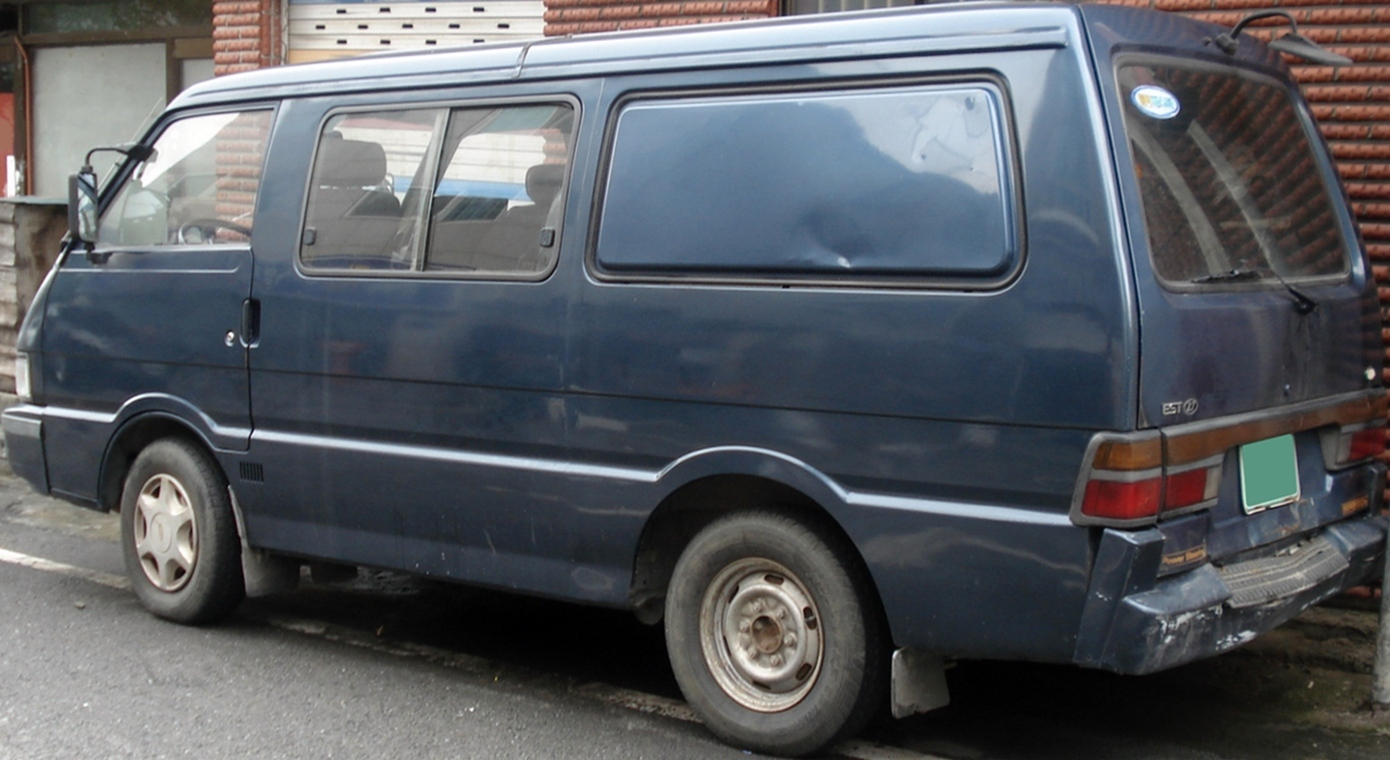
기아 하이 베스타 밴 전기형 후측면
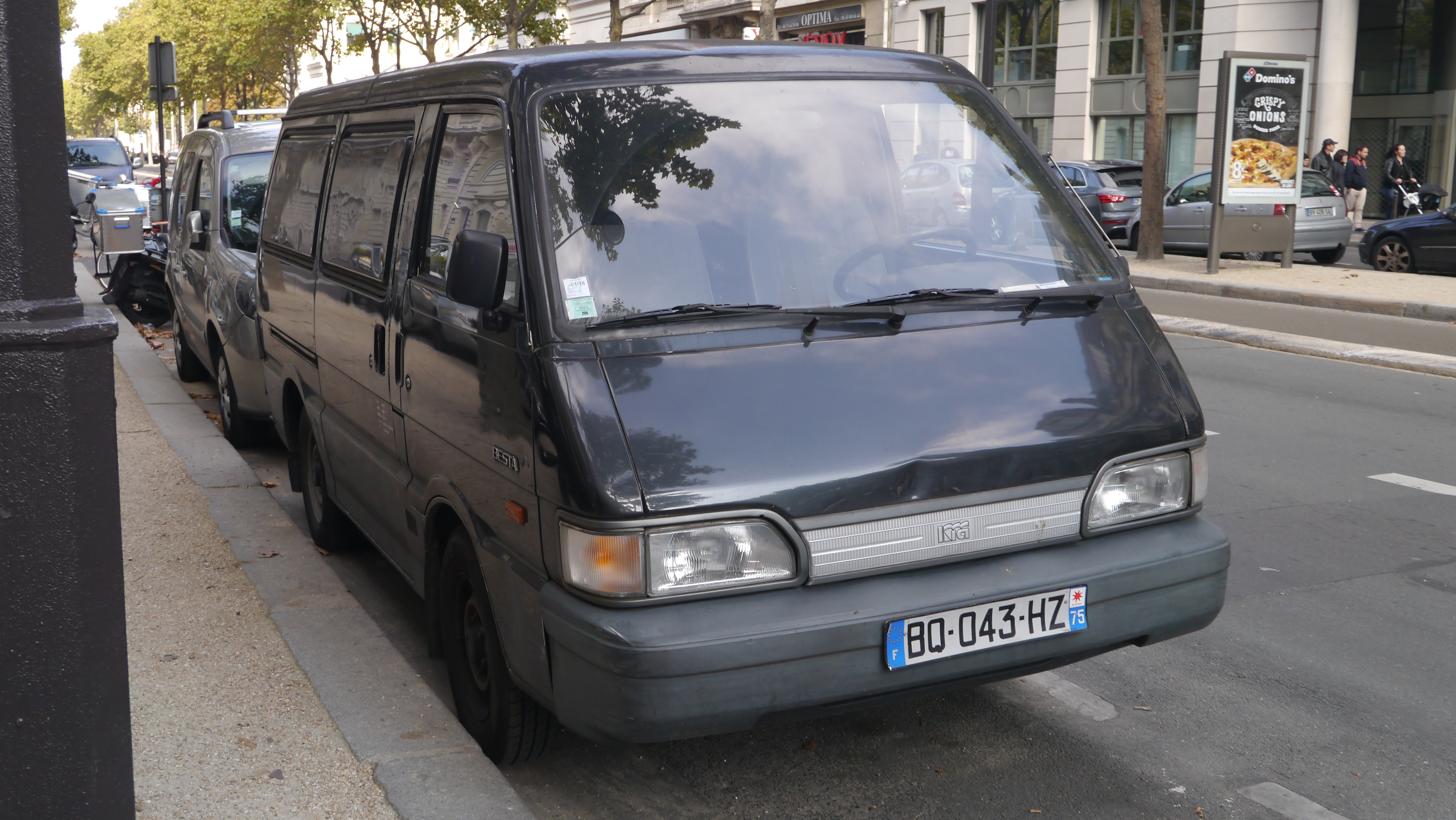
기아 하이 베스타 밴(전기형) 정측면
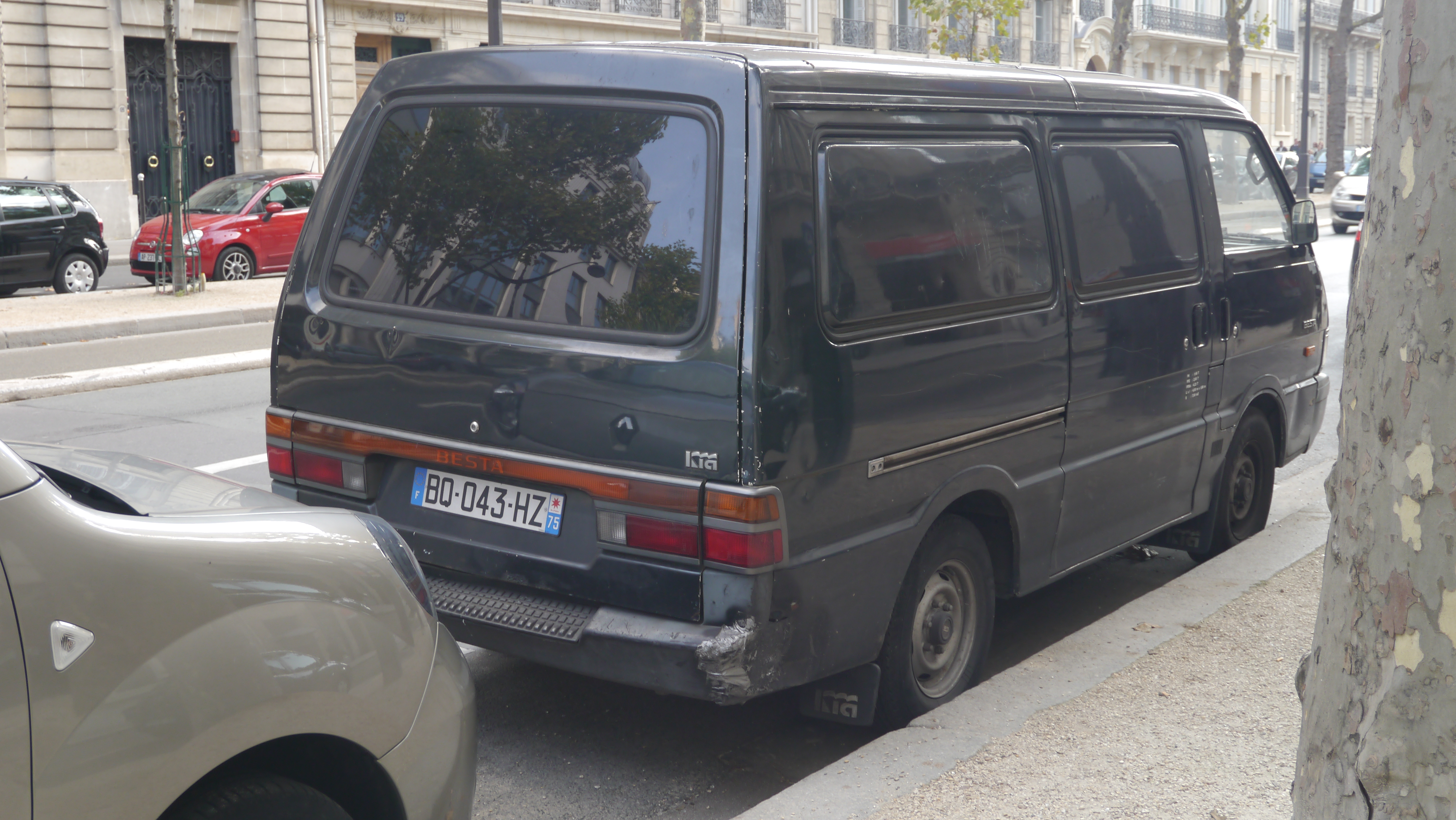
기아 하이 베스타 밴(전기형) 후측면
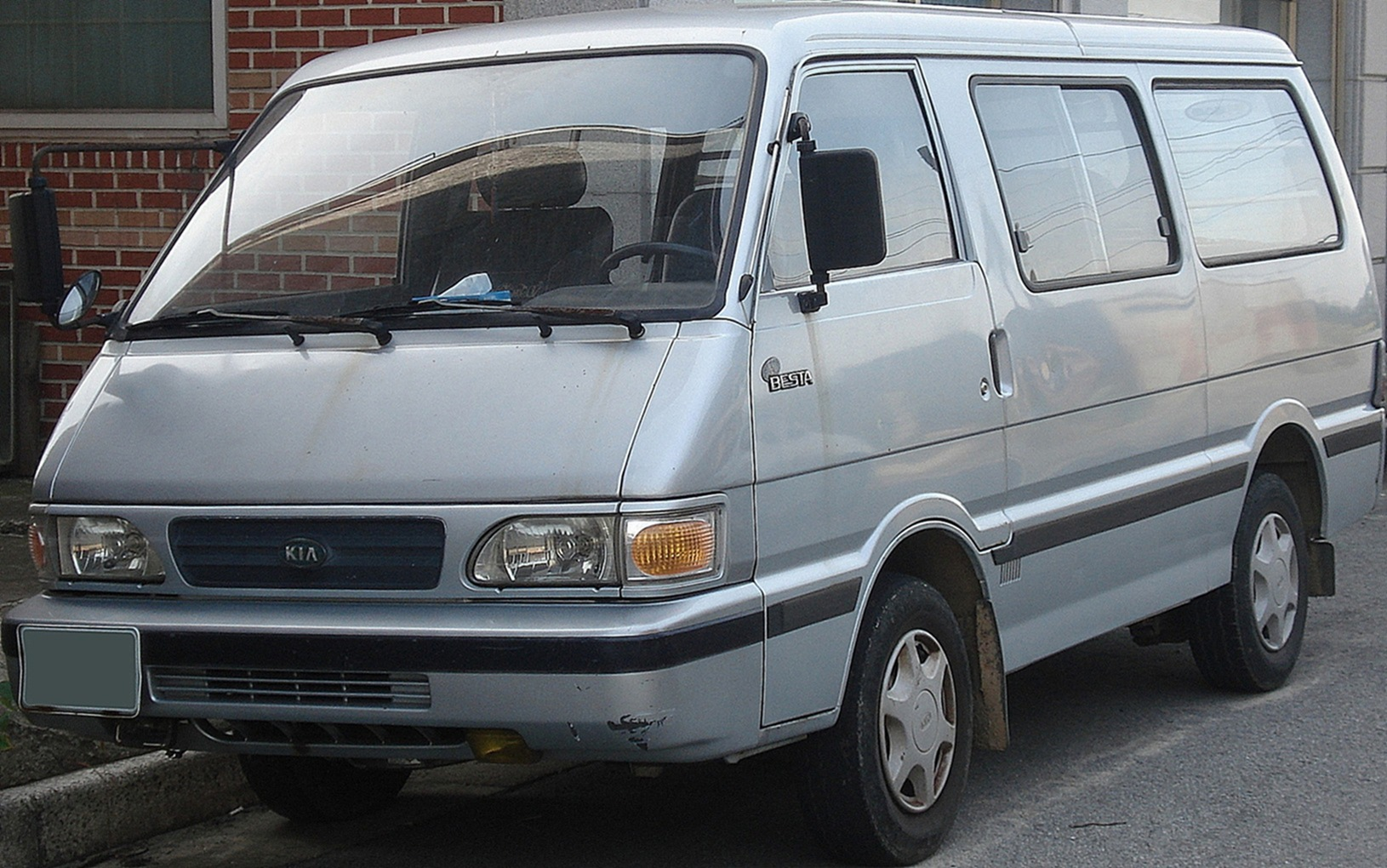
기아 하이 베스타 밴(후기형) 정측면
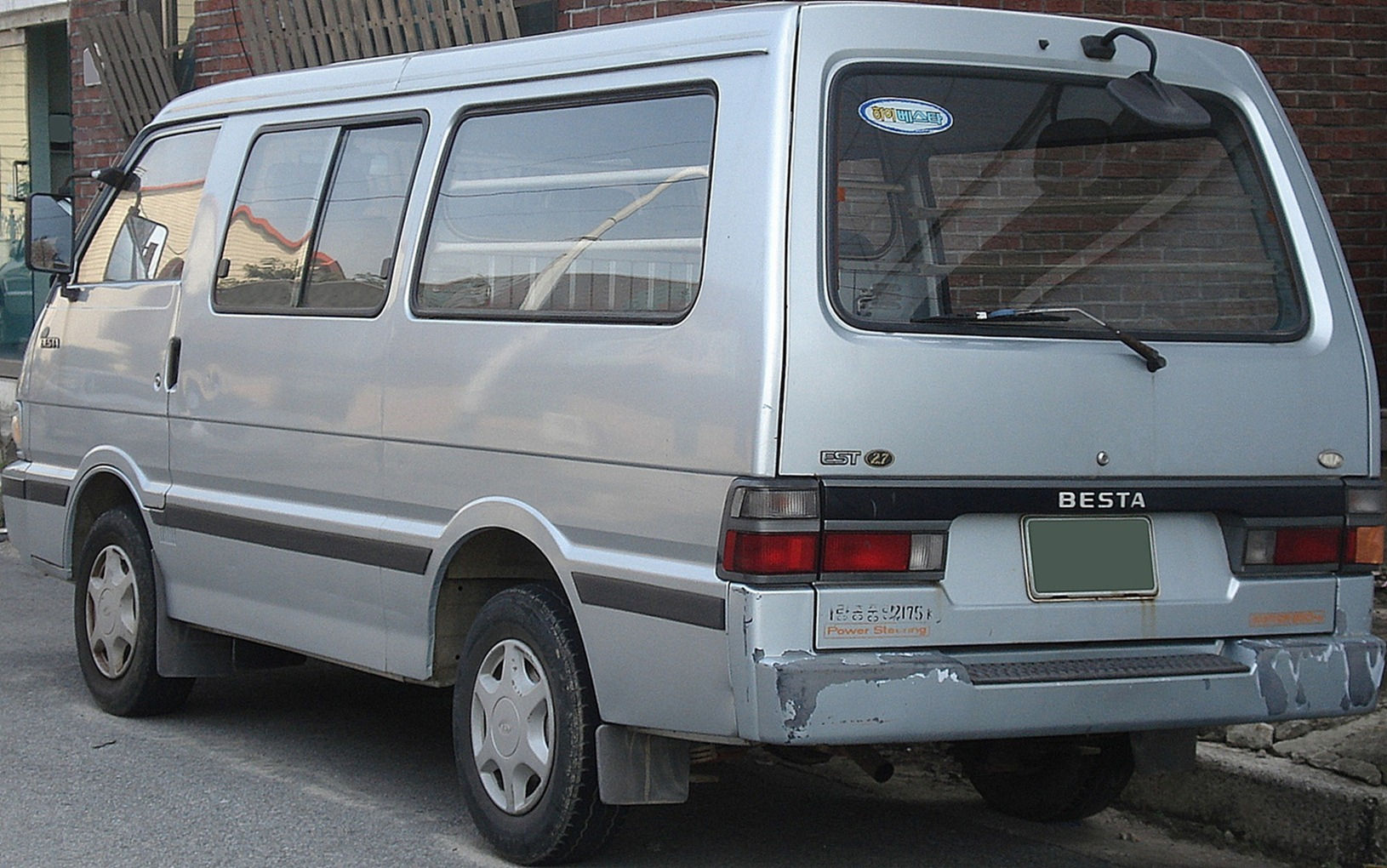
기아 하이 베스타 밴(후기형) 후측면

## 경쟁 차종
- 현대자동차 - 그레이스
- 대우자동차 - 바네트